# Chino (Nagano)
Chino (茅野市 Chino-shi?) es una ciudad localizada en la prefectura de Nagano, Japón. En marzo de 2019 tenía una población de 55.673 habitantes en 23.236 hogares y una densidad de población de 210 personas por km². Su área total es de 266,59 km².

## Geografía

### Municipios circundantes
- Prefectura de Nagano
  - Suwa
  - Saku
  - Ina
  - Koumi
  - Minamimaki
  - Sakuho
  - Tateshina
  - Nagawa
  - Fujimi
  - Hara
- Prefectura de Yamanashi
  - Hokuto

## Demografía
Según datos del censo japonés, la población de Chino ha aumentado rápidamente en los últimos 40 años.
| Año del censo | Población |
| ------------- | --------- |
| 1970          | 36.200    |
| 1980          | 43.942    |
| 1990          | 50.064    |
| 2000          | 54.841    |
| 2010          | 56.415    |